# قائمة أعلام السويد
هذه قائمة الأعلام والرايات المستخدمة في السويد.

## العلم الوطني
| العلم | التاريخ       | الاستخدام                  | الوصف                                          |
| ----- | ------------- | -------------------------- | ---------------------------------------------- |
|       | 1905–حتى الآن | علم الوطني والراية المدنية | يتكون العلم من صليب أصفر على خلفية زرقاء اللون |

## المعايير الملكية
| العلم | التاريخ       | الاستخدام                                                                     | الوصف                                      |
| ----- | ------------- | ----------------------------------------------------------------------------- | ------------------------------------------ |
|       | 1943–حتى الآن | معيار ملك السويد (يستعمل على الأرض).                                          |                                            |
|       | 1905–حتى الآن | المعيار الملكي، استخدمها ملك وملكة السويد                                     | العلم الملكي مع شعار النبالة الوطني الأكبر |
|       | 1905–حتى الآن | الراية الملكية للسويد، يستخدمها ملك السويد فوق العلم الملكي على السفن البحرية | علم منقسم مع شعار النبالة الوطني الأكبر    |
|       | 1905–حتى الآن | يستخدمه أعضاء آخرون في البيت الملكي                                           | العلم الملكي مع شعار النبالة الوطني الأدنى |
|       | 1905–حتى الآن | يستخدمه الوصي مؤقتًا، عندما يكون من غير أفراد العائلة المالكة                  | الراية العسكرية                            |
|       | 1844–1905     | المعيار الملكي                                                                |                                            |
|       | 1815–1844     | المعيار الملكي مع الأسلحة الملكية السويدية                                    | الراية البحرية للاتحاد مع مربع أحمر        |

## الأعلام العسكرية
| العلم | التاريخ       | الاستخدام                   | الوصف |
| ----- | ------------- | --------------------------- | ----- |
|       | 1905–حتى الآن | علم القوات المسلحة السويدية |       |

### الأعلام البحرية
| العلم | التاريخ       | الاستخدام                | الوصف |
| ----- | ------------- | ------------------------ | --- |
|       | 1972–حتى الآن | علم رتبة الأدميرال       | الراية البحرية مع أربعة نجوم بيضاء في الزاوية العلوية. قبل عام 1972، كان العلم يحمل ثلاثة نجوم (مثل العلم الحالي لنائب الأدميرال)  |
|       | 1972–حتى الآن | علم رتبة نائب الأدميرال  | الراية البحرية مع ثلاثة نجوم بيضاء في الزاوية العلوية للرافعة. قبل عام 1972، كان العلم يحمل نجمتين (مثل العلم الحالي للواء البحري) |
|       | 1972–حتى الآن | علم رتبة اللواء البحري   | الراية البحرية مع نجمتين في الزاوية العلوية. قبل عام 1972 كان العلم يحمل نجمة واحدة (مثل العلم الحالي لأميرال الأسطول)             |
|       | 2001–حتى الآن | علم رتبة أدميرال الأسطول | الراية البحرية مع نجمة بيضاء في الزاوية العلوية.                                                                                   |
|       |               | راية العميد البحري       | راية عريضة متشعبة مقسمة أفقيًا (1: 1) (5: 8).                                                                                       |
|       |               | راية الرئد               | |
|       |               | علم النقباء              | راية مثلثة مقسمة رأسيًا (1: 1) (5: 8).                                                                                              |
|       |               | علم قائد الأسطول         | |
|       |               | علم قائد الأسيطيل        | |
|       |               | علم قائد الفرقة          | |

## الأعلام التاريخية
| العلم | التاريخ                     | الاستخدام                         | الوصف |
| ----- | --------------------------- | --------------------------------- | --- |
|       | 1844–1905                   | العلم الوطني والراية المدنية      | راية الاتحاد مع رأس في الزاوية العلوية |
|       | 1844–1905                   | علم الدولة والراية العسكرية       | راية الاتحاد مع رأس في الزاوية العلوية |
|       | 1897–1905                   | علم الدولة البديل                 | علم لاستخدامه على سفن الدولة والمباني الحكومية التي لم ترفع الراية العسكرية |
|       | 1844–1905                   | العلم البحري والدبلوماسي          | صليب يحمل ألوان السويد والنرويج. |
|       | حتى عام 1844                | الراية المدنية                    | علم على غرار العلم الوطني الحالي (حدث اختلاف طفيف في الألوان والنسب) |
|       | 1818–1844                   | الراية المدنية ("المياه البعيدة") | حرف X أبيض على راية حمراء في الزاوية العلوية. يمثل الرأس الأحمر والأبيض النرويج. أصدرت الراية في 26 أكتوبر 1818، لاستخدامها في "المياه البعيدة"، أي ما وراء كيب فينيستير في شمال غرب إسبانيا، كبديل للراية المدنية السويدية القياسية التي يمكن استخدامها أيضًا من قبل السفن النرويجية إذا رغبوا في ذلك. |
|       | 1815–1844                   | علم الدولة والراية العسكرية       | |
|       | 1838–1844                   | علم بديل                          | تستخدم من قبل السفن الخاصة التي تخدم البريد الملكي السويدي. |
|       | 1761–1813                   | الراية العسكرية الأسطول الأرخبيل  | علم أزرق ثلاثي الذيل |
|       | منتصف القرن السابع عشر-1815 | علم الدولة وراية الحرب            | على غرار الراية العسكرية الحالية (حدث اختلاف طفيف في الألوان والنسب) |
|       | 1520 –1650                  | علم الدولة وراية الحرب            | علم ذو ذيل مبتلع (حدث اختلاف طفيف في الألوان والنسب) |

### أعلام الأحزاب
| العلم | التاريخ   | الاستخدام                          | الوصف                                                                            |
| ----- | --------- | ---------------------------------- | -------------------------------------------------------------------------------- |
|       | 1930–1936 | علم الحزب الاشتراكي الوطني السويدي | حقل أحمر مع قرص أزرق مع صليب معقوف أصفر. القرص والصليب المعقوف في المركز بالضبط. |

## أعلام المقاطعات
| العلم | التاريخ  | الاستخدام                     | الوصف |
| ----- | -------- | ----------------------------- | ----- |
|       | رسمي     | مقاطعة سكونا التاريخية        |       |
|       | رسمي     | اسكونه                        |       |
|       | غير رسمي | يمتلاند                       |       |
|       | رسمي     | يمتلاند                       |       |
|       | غير رسمي | مقاطعة سمولاند التاريخية      |       |
|       | رسمي     | كرونوبري                      |       |
|       | رسمي     | يونشوبينغ                     |       |
|       | رسمي     | كالمار                        |       |
|       | غير رسمي | مقاطعة وجزيرة أولاند          |       |
|       | غير رسمي | مقاطعة أوسترغوتلاند التاريخية |       |
|       | رسمي     | أوسترغوتلاند                  |       |
|       | رسمي     | فسترا يوتالاند                |       |
|       | غير رسمي | مقاطعة فستريوتلاند التاريخية  |       |
|       | رسمي     | بليكينج                       |       |
|       | رسمي     | هاللاند                       |       |
|       | رسمي     | ورملاند                       |       |
|       | رسمي     | اوربرو                        |       |
|       | رسمي     | سودرمانلاند                   |       |
|       | رسمي     | اوبسالا                       |       |
|       | رسمي     | ستوكهولم                      |       |
|       | رسمي     | جوتلاندز                      |       |
|       | رسمي     | فستمانلاند                    |       |
|       | رسمي     | دالرناس                       |       |
|       | رسمي     | يافلبورغ                      |       |
|       | رسمي     | فسترنورلاند                   |       |
|       | رسمي     | وستربوتن                      |       |
|       | رسمي     | نوربوتن                       |       |
|       | غير رسمي | منطقة روسلاجين الساحلية       |       |